# David Thompson (politico)
David John Howard Thompson (Londra, 25 dicembre 1961 – Mapps, 23 ottobre 2010) è stato un politico barbadiano.
Dal gennaio 2008 fino alla morte, avvenuta nell'ottobre 2010, è stato il Primo ministro di Barbados.
Dal luglio 1987 all'ottobre 2010 era stato membro del Parlamento come rappresentante della parrocchia di Saint John. È stato anche a capo della Caribbean Community ed era esponente del partito di centro-sinistra Democratic Labour Party.
È morto all'età di 48 anni, durante il suo mandato, a causa di un tumore del pancreas.